# Vega Baja del Segura
Die Comarca Vega Baja del Segura ist eine der neun Comarcas in der Provinz Alicante der Valencianischen Gemeinschaft.

## Gemeinden
Die Comarca umfasst 27 Gemeinden auf einer Fläche von 957,22 km².
| Gemeinde                     | Einwohner (2024) | Fläche km² | Dichte Einw./km² | Cod INE | Postleitzahl                                   |
| ---------------------------- | ---------------- | ---------- | ---------------- | ------- | ---------------------------------------------- |
| Albatera                     | 13.296           | 61,54      | 216              | 03005   | 03340                                          |
| Algorfa                      | 3.684            | 18,47      | 199              | 03012   | 03169                                          |
| Almoradí                     | 22.464           | 42,69      | 526              | 03015   | 03160, 03169, 03179, 03369                     |
| Benejúzar                    | 5.697            | 9,33       | 611              | 03024   | 03390                                          |
| Benferri                     | 2.053            | 12,37      | 166              | 03025   | 03316                                          |
| Benijófar                    | 3.471            | 4,36       | 796              | 03034   | 03178                                          |
| Bigastro                     | 7.431            | 4,10       | 1.812            | 03044   | 03380                                          |
| Callosa de Segura            | 19.658           | 24,91      | 789              | 03049   | 03360                                          |
| Catral                       | 9.423            | 20,02      | 471              | 03055   | 03158, 03349                                   |
| Coix                         | 7.622            | 16,71      | 456              | 03058   | 03350                                          |
| Daya Nueva                   | 1.832            | 7,09       | 258              | 03061   | 03159                                          |
| Daya Vieja                   | 657              | 3,14       | 209              | 03062   | 03177                                          |
| Dolores                      | 8.102            | 18,70      | 433              | 03064   | 03150                                          |
| Formentera del Segura        | 4.749            | 4,33       | 1.097            | 03070   | 03177, 03179                                   |
| Granja de Rocamora           | 2.739            | 7,17       | 382              | 03074   | 03348                                          |
| Guardamar del Segura         | 18.111           | 33,94      | 534              | 03076   | 03140, 03149                                   |
| Jacarilla                    | 2.122            | 12,20      | 174              | 03080   | 03310                                          |
| Los Montesinos               | 5.682            | 14,99      | 379              | 03903   | 03187                                          |
| Orihuela                     | 83.720           | 365,59     | 229              | 03099   | 03300, 03189, 03310–03318, 03320, 03369, 03689 |
| Pilar de la Horadada         | 23.844           | 77,82      | 306              | 03902   | 03190                                          |
| Rafal                        | 4.900            | 1,56       | 3.141            | 03109   | 03369                                          |
| Redován                      | 8.285            | 9,45       | 877              | 03111   | 03370                                          |
| Rojales                      | 17.162           | 27,73      | 619              | 03113   | 03170, 03177                                   |
| San Fulgencio                | 9.433            | 20,70      | 456              | 03118   | 03170, 03177                                   |
| San Isidro                   | 2.312            | 11,70      | 198              | 03904   | 03349                                          |
| San Miguel de Salinas        | 6.976            | 54,85      | 127              | 03120   | 03193                                          |
| Torrevieja                   | 94.803           | 71,76      | 1.321            | 03133   | 03181–03188                                    |
| Comarca Vega Baja del Segura | 390.228          | 957,22     | 408              | –       | –                                              |

## Wichtige Städte
Ihre Hauptstadt ist das geschichtlich bedeutsame Orihuela. Orihuela liegt im Landesinnern, im sogenannten orihuelaschen Garten. Orihuela zählt 84.626 Einwohner (INE 2008) und ist die Stadt mit der größten Gemeindefläche der Comarca. Die zweitwichtigste Stadt der Vega Baja ist die Küstenstadt Torrevieja, die mit 103.540 die meisten Einwohner der Comarca hat.

## Geografie
Das geografische Relief der Comarca ist die Ebene im Unterlauf des Flusses Río Segura mit seiner fruchtbaren Gartenlandschaft (sog. Huertas) in Küstennähe der Costa Blanca. Das Binnenland kennt auch gebirgige Zonen mit Trocken-Landwirtschaft (insbesondere Olivenanbau), die ohne künstliche Bewässerung auskommt.
Die Vega Baja ist infolge des Aufeinandertreffens der europäischen und der afrikanischen Kontinentalplatten stark erdbebengefährdet. Die Verwerfungen der afrikanischen und eurasischen Platte gelangen hier auf einer Tiefe von nur 40 bis 50 km an die Erdoberfläche. Für Wissenschaftler seht fest, dass nach dem verheerenden Erdbeben von 1829 ein vergleichbar starkes Beben wieder kommen wird. Die Vega Baja gilt seit Anfang der 2000er Jahre als Risikogebiet für Erdbeben und ist neben Granada das am meisten erdbebengefährdete Gebiet Spaniens. Nach einer Studie der Universität Alicante haben alle im 20. Jahrhundert vor den 1990er Jahren infolge des spanischen Baubooms erbauten Immobilien in der Vega Baja keinerlei Erdbebenschutz. Erst seit 1992 gibt es entsprechende Schutzvorgaben. 
In der Nacht zum 15. April 2025 wurden Torrevieja und seine Umgebung von einem Erdbeben der Stärke 2,8 auf der Richterskala erschüttert. Trotz der relativ geringen Stärke war das Beben deutlich zu spüren, da das Epizentrum in einer sehr geringen Tiefe von 2 km vor der Strandpromenade von Torrevieja lag. Es gab keine Verletzten und keinen Sachschaden.

### Erdbeben von 1829
Am 21. März 1829 verursache ein Erdbeben mit 6,6 auf der Richterskala 389 Tote, fast 400 Verletzte und zerstörte in verschiedenen Orten der Vega Baja 3.000 Häuser völlig und weitere 2.500 so stark, dass sie nicht mehr bewohnbar waren. Alle drei großen Brücken über den Segura waren verschwunden, selbst Kirchen und Klöster fielen in sich zusammen, und auch Festung von Guardamar del Segura zerbröselte durch die Schockwellen. Am Schlimmsten traf es Almoradi, das alleine 200 Todesopfer zu beklagten hatte und praktisch komplett zerstört wurde. Das Epizentrum lag Berechnungen zufolge zwischen Benejuzar, Rojales und Torrevieja. Aufgrund eines königlichen Dekrets wurden in wenigen Wochen 8,5 Millionen gespendet und der baskische Ingenieur „Jose Augustin Laramendi Muguruza“ als leitender Planer für den Wiederaufbau in die Vega Baja entstand. Larramendi entwarf für Almoradi, Benejuzar, Guardamar del Segura und Torrevieja Stadtgrundrisse, die in ihrem Kern bis heute Bestand haben. Die Anordnung der Häuser und Straßen erfolgte schachbrettartig in Quadraten. Die Breite der Wege lag bei 14 bis 17 Metern, um ein Ineinanderstürzen der Häuser ebenso zu vermeiden wie das Übergreifen von Bränden und um genügend Platz für Flüchtende zu lassen. Die Höhe der einstöckigen Häuser durfte aufgrund der instabilen Baumaterialien der Vega Baja fünf Meter nicht überschreiten. Dieser Wiederaufbau stellt den Beginn des sozialen Wohnungsbaus und der organisierten Städteplanung in Spanien dar.

## Sprache
In der Vega Baja wird hauptsächlich spanisch gesprochen (Castellano), aber es gibt auch einige Gebiete, in denen daneben der Valencianische Dialekt gepflegt wird, so vor allem im Gemeindegebiet von Guardamar del Segura und in dem orihuelanischen Weiler Barbarroja.